# Ринг, Максимилиан де

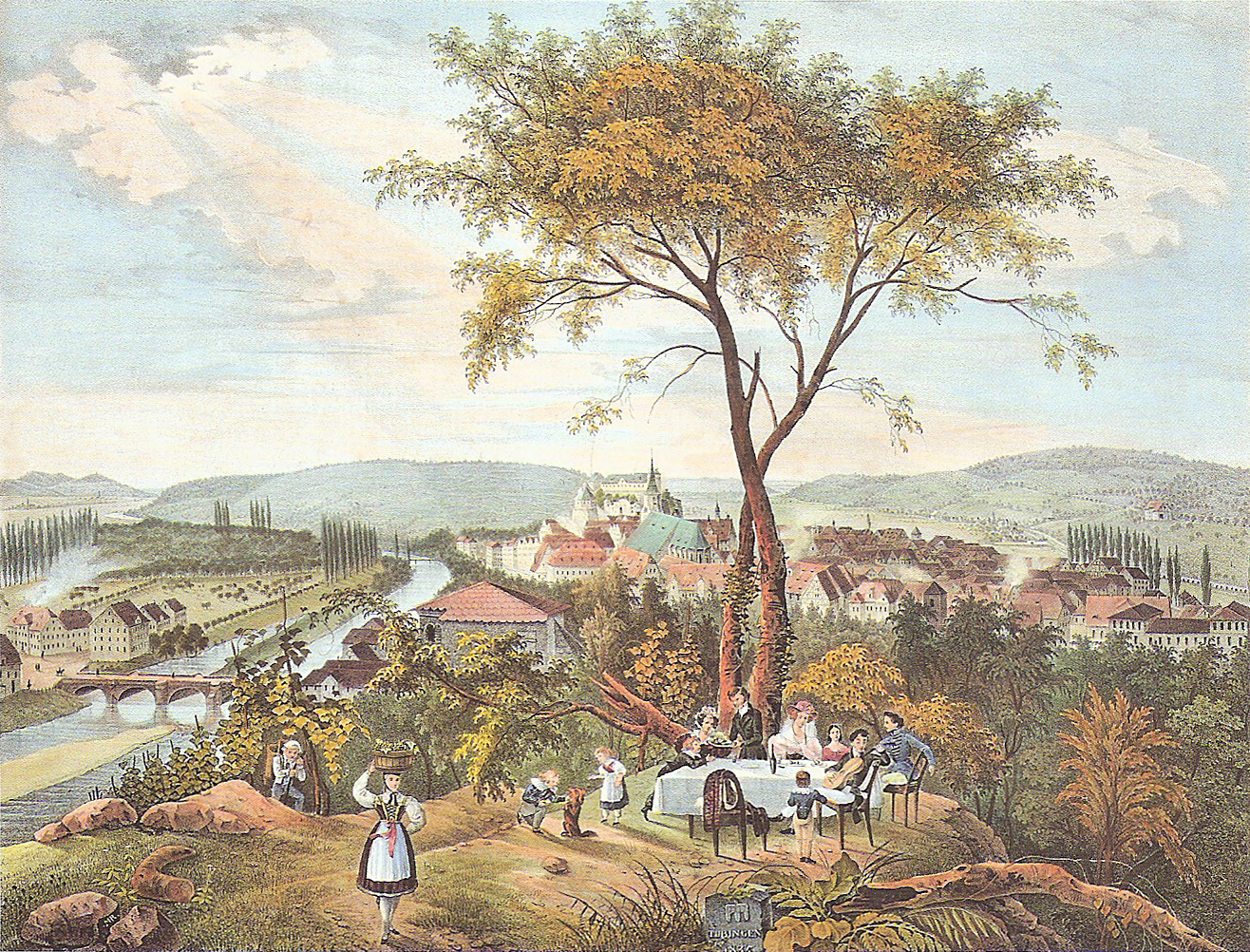
Вид Тюбингена

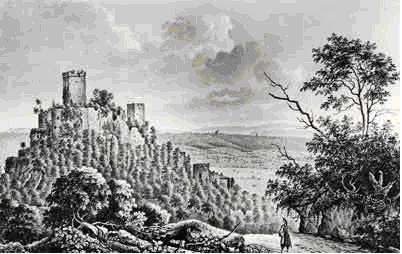
Вид замка Rötteln Баден-Вюртемберг

Бернар Жак Максимилиан де Ринг (слейви Bernard-Jacques-Joseph-Maximilien de Ring, Maximilian von Ring; 27 мая 1799, Бонн — 5 марта 1873, Бишайм (Нижний Рейн), Эльзас) — франко-немецкий археолог, историк, художник-пейзажист и иллюстратор.

## Биография
Родился в семье шведского происхождения, его отец был полковником французской армии. Вырос в Париже. В 1815 году отправился в Германию, для исследований истории и археологии Восточной Германии и Эльзаса.
Жил в Тюбингене, затем до 1848 года во Фрайбурге . В 1848 году вернулся во Францию.

## Творчество
Автор многочисленных публикаций по истории, археологии и архитектуре Юго-Западной Германии и Эльзаса. Исследовал, между прочего, кельтские поселения в Юго-Западной Германии и их захоронения в Швабии, древнеримские поселения и надписи на Рейне и Дунае, легенды о Святых Михаиле и Георгии, бунт австрийских провинций Рейна против Карла Смелого и др.
Художник-пейзажист. Иллюстратор. Литограф. Издал в Париже альбом с выполненными им живописными видами замков Германии (1829), опубликовал «Кельтские поселения в Южной Германии» (1842), «Римские поселения от Рейна до Дуная» (1852—1853), «История народа Opici: их законы, торговля и язык» (1859).
В 1852—1853 опубликовал 2-томный труд «Mémoire sur les établissements romains du Rhin et du Danube principalement dans le sud-ouest de l’Allemagne», за который был награждён Академией надписей и изящной словесности.

## Избранные публикации
- «Le château de Tubingue, Reutlingen, Mäcken» (1835),
- «Établissements celtiques dans la Sud-ouest-Allemagne» (1842),
- «Esquisse historique de l'école de musique flamande, au moyen-âge» (1848),
- «Histoire des Germains jusqu' à Charlemagne» (1850),
- «Etablissements romains du Rhin et du Danube» (1853),
- «Essai sur la Rigsmaal-Saga» (1854),
- «Études hagiographiques» (1856),
- «Histoire des peuples opiques» (1859),
- «Tombes celtiques» (1861—1865).

## Награды
- Леопольд, великий герцог Баденский наградил его Орденом Церингенского льва.